# Jacques Kinkomba Kingambo
Jacques Kinkomba Kingambo (Mabulu, Congo-Kinshasa, 4 de enero de 1962) es un exfutbolista de la República Democrática del Congo que jugaba en la posición de centrocampista.

## Carrera

### Club
| Periodo   | Club                   |
| --------- | ---------------------- |
| 1982-1984 | SC Eendracht Aalst     |
| 1984–1987 | RFC Sérésien           |
| 1987–1992 | Sint-Truidense VV      |
| 1992–1995 | RFC de Liège           |
| 1995–1998 | RCS Verviétois         |
| 1998–1999 | Jeunesse Rochefortoise |

### Selección nacional
Jugó para Zaire en 17 ocasiones de 1988 a 1994 y participó en dos ediciones de la Copa Africana de Naciones.

## Logros
- Equipo Ideal de la Copa Africana de Naciones 1988.